# Behaard breukkruid
Behaard breukkruid (Herniaria hirsuta) is een eenjarige plant die behoort tot de anjerfamilie (Caryophyllaceae).
De plant komt oorspronkelijk uit Zuid-Europa, sinds 1975 is de soort ingeburgerd in Nederland.

## Kenmerken
De grijsgroene plant wordt 5 tot 20 cm hoog. Zowel de stengel als de blaadjes en de bloemen zijn behaard.
De zeer kleine bloemen (1 tot 1,5 mm) groeien in de oksel van het blad, ze bloeien van mei tot oktober. De vrucht is een doosvrucht.
Behaard breukkruid komt voor zonnige, open zandgronden met een droge, matig voedselrijke bodem.